# HD 16028
HD 16028 je zvezda v ozvezdju Andromeda. Njena navidezna magnituda je 5,71. Od nas je oddaljena približno 225 pc (730 ly). To je oranžna orjakinja spektralnega tipa K3III, torej zvezda, ki je že porabila svojo skorjo vodika in se je že napihnila.
Katalogi dvojnih zvezd označujejo kot optične spremljevalce še dve zvezdi. Ena ima magnitudo 10,9 in je od nje oddaljena 16,9 kotnih sekund. Predlagano je bilo, da je gravitacijsko vezana na primarno zvezdo, a paralaksa, ki jo je izmerila Gaia, kaže na to, da je sekundarna zvezda veliko dlje od HD 16028 Druga zvezda je še temnejša, od primarne pa je oddaljena 45 kotnih sekund.